# 乃万青果
株式会社乃万青果（のませいか）は、愛媛県今治市に本社を置く、柑橘類の卸売・小売業者である。「のま果樹園」という名称の産直ブランドを運営している。

## 概要
本社は大型の選果場で、柑橘類の集荷・選果・販売を行っている。市場への卸売や全国への通信販売の他、果物専門のギフトショップ・ジューススタンドの運営をしている。その他にも柑橘類の加工品の製造、農園の経営、農家への営農指導、運輸業なども手掛けている。

## 沿革
1933年、初代社長・木原英男の父が愛媛県今治市でみかん畑を持ったことにより創業。戦後、父の畑を継ぎみかん農家となった木原英男は、徐々に規模を拡大し、1969年には構造改善事業により3町(約3ヘクタール)のみかん園とした。
1972年には温州みかんの収穫量は全国で356トンほどに膨れ上がり(2020年は76トン)、生産過剰により市場価格が大暴落したため、翌1973年に株式会社乃万青果を設立、会社組織として個人農家の枠を超えた本格的な販売ルートの構築に乗り出した。
同時に選果場の運営も開始し、近隣の農家からのみならず愛媛県内主要産地である松山市・八幡浜市・宇和島市からも集荷するようになり、現在では全国有数の規模を誇る柑橘類販売業者として知られている。

## 年表
- 1933年　愛媛県越智郡乃万村（現：愛媛県今治市）にてみかん栽培を始める
- 1972年　みかんの販売事業を始める
- 1973年　株式会社乃万青果設立
- 1987年　のま果樹園のブランドでみかんの全国通信販売を始める
- 1988年　運輸部門を設立
- 1990年　のま果樹園 今治北日吉店 開店
- 1995年　ホームページ開設、インターネットショッピングを始める
- 2007年　のま果樹園 松山大街道店(noma-noma)開店
- 2008年　農業生産法人（現：農地所有適格法人）認定
- 2020年　機能性表示食品制度による「のま青果のみかん」の販売を開始[4][5]

## 店舗
- のま果樹園 今治北日吉店 - 愛媛県今治市
- のま果樹園 松山大街道店(noma-noma) - 愛媛県松山市